# Magnosaurus
A Magnosaurus a bazális tetanurán theropoda dinoszauruszok egyik neme, amely a középső jura korban élt Angliában. Töredékes fosszíliák alapján ismert, melyeket gyakran összekevernek a Megalosaurus maradványaival.

## Történet és taxonómia
1923-ban, Friedrich von Huene elnevezte a Megalosaurus nethercombensist egy részleges csontváz (az OUM J.12143 jelzésű lelet) alapján, amit az angliai Dorset megyében, Sherborne-tól északra, Nethercomb közelében levő, a középső jura időszak aaleni–bajoci korszakához tartozó Inferior Oolite formációban (oolitos mészkő) fedeztek fel. A leletanyag állkapocs darabokból, hát- és farokcsigolyákból, a szeméremcsont jobb oldalából, a combcsont és a sípcsont belső öntvényeiből tevődött össze, melyek feltehetően egy fiatal példányhoz tartoztak. A leletet Huene a Megalosaurus jóval kezdetlegesebb fajaként értelmezte.
1926-ban, a Megalosaurus lydekkeri nevet adta egy Angliában talált kora jura időszaki fog számára, amiről elsőként Richard Lydekker készített leírást 1888-ban. Végül, 1932-ben, megalkotta a Magnosaurus nemet a M. nethercombensis számára, majd ide helyezte az M. lydekkerit és egy harmadik, M. woodwardi nevű fajt is. Az M. woodwardi egy kora jura időszaki sípcsonton (a BMNH R.3542 jelzésű leleten) alapult, amit ezzel egyidőben, tévedésből Sarcosaurus andrewsinak is elnevezett.
Az 1990-es évekig a nem a Megalosaurus fajaként feledésbe merült. Azonban a Megalosaurus jobb megértésével a Magnosaurus, mint külön nem általánosan elfogadottá vált. Emellett morfológiai eltérések is találhatók a két nem között: például a Megalosaurus sípcsontjának vége a Magnosaurusétól eltérően összenyomódik. Rauhut (2003-ban) úgy ítélte meg, hogy a Magnosaurus és az Eustreptospondylus megegyezik, mivel az állkapocs elülső vége mindkettőnél megnyúlt és az állkapocsban levő harmadik fog megnagyobbodott, de ezt a véleményt általánosan nem fogadták el. Az áttekintések alapján a Magnosaurus nagy valószínűséggel bazális tetanurán, valószínűleg megalosauroidea, feltehetően egy eustreptospondylina.

### Egyéb fajok
- Az M. lydekkeri egy fogon alapuló kétséges nem, amire rendszerint a Megalosaurus fajaként „M.” lydekkeri néven hivatkoznak.[9]
- Az M. woodwardi szintén kétséges faj, amelyre Carrano és Sampson (2004-ben) ?Sarcosaurus andrewsi néven hivatkoztak.[11]

## Ősbiológia
Mivel a maradványai ritkák, töredékesek és feltehetően fiatal példányhoz tartoznak, a Magnosaurus életmódjával és viselkedésével kapcsolatos részletek nem ismertek. Közepes méretű, két lábon járó húsevő volt. A hozzá leginkább hasonló állatok közé az Eustreptospondylus, a Dubreuillosaurus és az Afrovenator tartozhatnak. Paul (1988-ban) más theropodák méretei alapján, durva becsléssel 175 kilogrammos tömeget állapított meg a holotípus példány esetében, ami nagyjából megfelel egy 4 méter hosszú theropodának.

## Fordítás
- Ez a szócikk részben vagy egészben a Magnosaurus című angol Wikipédia-szócikk ezen változatának fordításán alapul.  Az eredeti cikk szerkesztőit annak laptörténete sorolja fel. Ez a jelzés csupán a megfogalmazás eredetét és a szerzői jogokat jelzi, nem szolgál a cikkben szereplő információk forrásmegjelöléseként.